# 東京あぐり農業協同組合
| 東京あぐり農業協同組合   | 東京あぐり農業協同組合 |
| ------------------------ | ---------------------- |
| 統一金融機関コード       | 5069                   |
| 組合長                   | 小林孝一               |
| 店舗数                   | 4店                    |
| 本店                     |                        |
| 所在地                   | 〒190-0023             |
| 東京都立川市柴崎町3-5-24 |                        |
| 外部リンク               | 公式サイト             |

東京あぐり農業協同組合（とうきょうあぐりのうぎょうきょうどうくみあい、略称JA東京あぐり）は、かつて東京都に存在した農業協同組合。
2012年（平成24年）10月1日、東京みらい農業協同組合（略称JA東京みらい）と合併した。

## 店舗
- 本店　〒190-0023 立川市柴崎町3-5-24
- 田無支店　〒188-0011 西東京市田無町5-10-1
- ひばりヶ丘支店　〒188-0001 西東京市谷戸町2-15-10
- 田無南口支店　〒188-0012 西東京市南町5-7-1

合併により、本店は廃止され、3つの支店はJA東京みらいの支店となった。